# 하마요시다역
하마요시다역(일본어: 浜吉田駅)은 일본 미야기현 와타리군 와타리정에 있는, 동일본 여객철도의 철도역이다.

## 역 구조
2면 2선 구조의 지상역이다. 승강장과 역사는 과선교로 이어져 있다.
운행을 재개한 2013년 3월부터는 역사에 접한 승강장만이 쓰여 있다.

### 승강장
| 1 | ■ 조반선 | 이와누마 · 센다이 방면          |
| 2 | ■ 조반선 | 소마 · 히라노마치 · 이와키 방면 |

## 역세권 정보
- 조반 자동차도
- 하마요시다 우체국

## 역사
- 1897년 11월 10일: 닛폰 철도의 요시다역(吉田駅)으로 영업 개시.
- 1906년 11월 1일: 국유화.
- 1915년 6월 1일: 하마요시다역으로 명칭 변경.
- 1987년 4월 1일 - 민영화에 따라 동일본 여객철도의 소속이 되었다.
- 2003년 10월 26일: Suica 도입.
- 2011년 3월 11일: 동일본 대지진으로 영업이 중단되었다.
- 2013년 3월 16일: 당역 ~ 와타리 구간이 운행 재개.
- 2016년 12월 10일: 소마 ~ 당역 구간이 운행 재개.[1]

## 인접역
| 동일본 여객철도 조반선 | 동일본 여객철도 조반선 | 동일본 여객철도 조반선 |
| ---------------------- | ---------------------- | ---------------------- |
| 야마시타 이와키 방면   | ■ 보통                 | 와타리 센다이 방면     |